# KTM 390 Duke
KTM 390 Duke — дорожный мотоцикл марки KTM, производящийся на заводе Bajaj Auto в Индии. Впервые был представлен в 2012 году на выставке EICMA в Милане, и поступил в продажу в Индии и на Филиппинах в 2013 году и в США в 2015 году.
Обладает одноцилиндровым двигателем объемом 373,2 см3 мощностью 44 л. с. Мотоцикл имеет стальную решётчатую раму типа «птичья клетка», переднюю вилку-перевёртыш, литые колёса. Оснащён дисковыми тормозами с антиблокировочной системой.
В ходе обновления модели в 2017 году получил многоцветный TFT-дисплей с адаптивной подсветкой, светодиодную фару, систему KTM My Ride для управления смартфоном, увеличенный до 13,4 литра объём топливного бака, новую выхлопную систему, управление дросселем Ride-By-Wire и проскальзывающее сцепление.